# Jacob II van Wassenaer Obdam
Jacob van Wassenaer Obdam (Heusden, 25 augustus 1645 – Den Haag, 24 mei 1714) was een Nederlandse generaal in de Spaanse Successieoorlog.

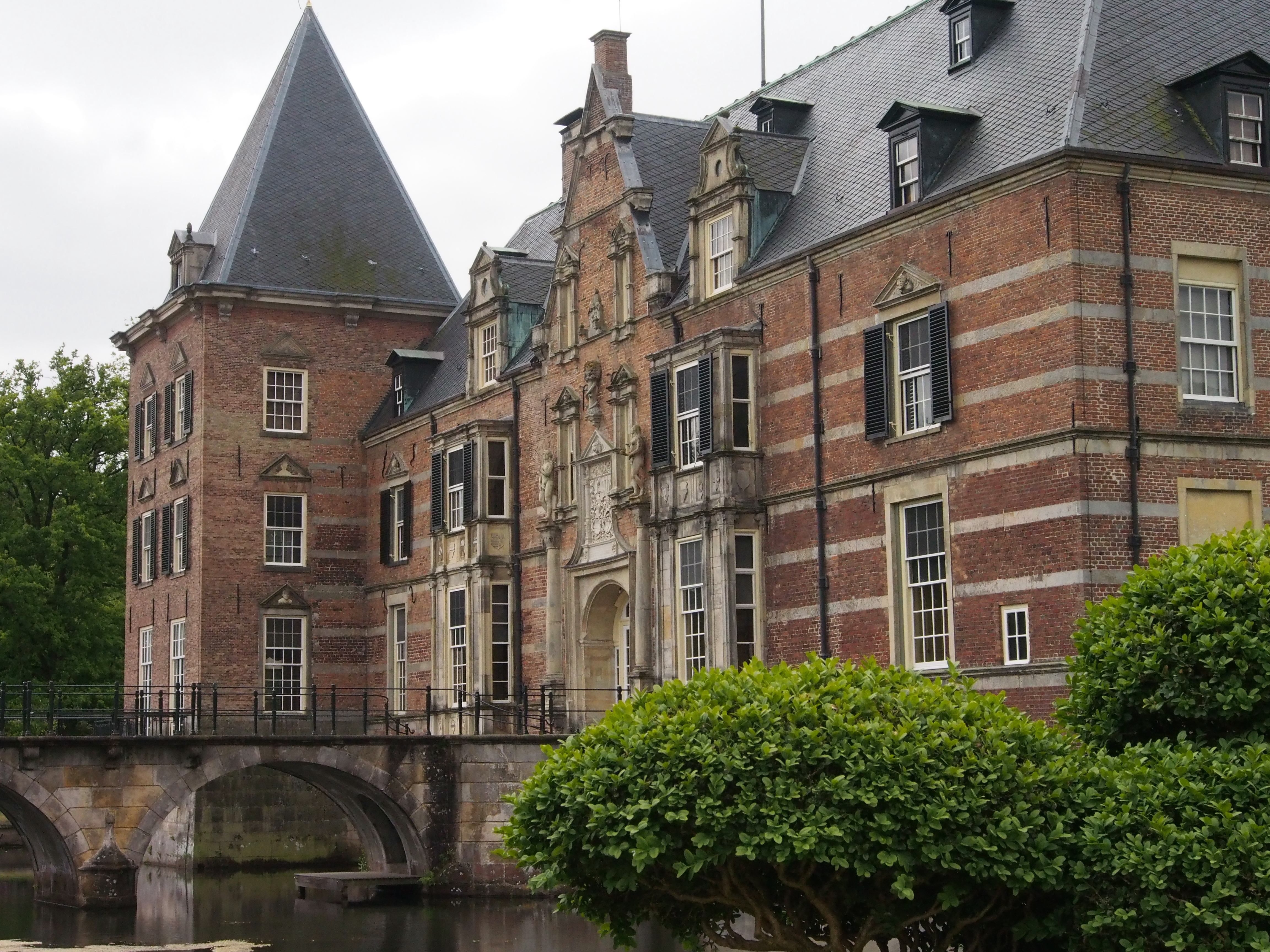
Kasteel Twickel was een van de residenties van Jacob van Wassenaer Obdam

Hij werd in Heusden geboren als de zoon van de bekende Nederlandse admiraal Jacob van Wassenaer Obdam. Op 19 mei 1676 trouwde hij Adriana Sophia van Raesfelt in Delden. Adriana Sophia was de erfdochter van het landgoed Twickel.

## Biografie

### Militaire carrière
In tegenstelling tot zijn vader verkoos hij een carrière in het leger boven de marine. In 1702 leidde hij het Beleg van Venlo, maar niet compleet tot de tevredenheid van John Churchill, zijn bevelhebber. In 1703 werd hij bij een poging om Antwerpen te veroveren verrast door een Frans leger van 40.000 man en omsingeld. Obdam beschouwde een uitbraak als zinloos en wist met 30 man, als Fransen vermomd, te ontsnappen. Toen hij in Nederland terugkwam schreef hij een brief waarin hij de vernietiging van zijn leger toegaf. Maar onder leiding van Frederik Johan van Baer had het leger een doorbraak in de late avond geforceerd en zichzelf in veiligheid gebracht. Dit gevecht staat bekend als de Slag bij Ekeren.
Obdams gedrag werd hem niet vergeven en zijn militaire carrière was ten einde. 

### Burgerlijke loopbaan
Nadat zijn militaire carrière was stukgelopen werd Obdam gouverneur van 's-Hertogenbosch en tussen 1708 en 1712 ambassadeur in de Palts, een Duits vorstendom. 
Als nevenfuncties was Obdam van 1690 tot 1714 president-curator van de Universiteit Leiden. Daarnaast was hij hoofdingeland van Delfland, hoogheemraad van Rijnland, meesterknaap van de houtvesterij van Holland, raad en rentmeester-generaal van Leeuwenhorst en van Rijnsburg.

## Gezin
Jacob van Wassenaer Obdam en Adriana Sophia van Raesfelt hadden onder anderen de volgende kinderen:
- Jacob Adolf, (Den Haag, 1677-), jong overleden
- Agnes Anna Theodora (1678-1746) in 1704 gehuwd met Johann Diederick von der Reck, Heer van Horst
- Amadea Isabella (1681-1750)
- Johan Hendrik van Wassenaer Obdam, (Den Haag, 1683-1745), ongehuwd
- Adriaan Gustaaf Frederik (Delden, 1684-), jong overleden
- Diederik Adriaan Carel (Delden, 1687-), jong overleden
- Isabella (1689-1740) huwde in 1723 Guido Pape, markies van St. Auban
- Unico Wilhelm van Wassenaer Obdam (Delden, 1692-1766) in 1723 gehuwd met Dodonea Lucia van Goslinga

Behalve Unico Wilhelm zijn alle kinderen kinderloos gebleven.